# Дрентсе-А
Дрентсе-А (нидерл. Drentsche Aa) — река в Нидерландах.
Дрентсе-А начинается в провинции Дренте, протекает через провинцию Гронинген, и в итоге впадает в Норд-Вилемс-канал, через который её воды попадают в Лауверсзе и Ваттовое море.
В Гронингене и северной части Дренте реку называют «Дрентсе-А» (в Гронингене — иногда просто «А»), однако на территории Дренте река имеет множество местных названий: «Дёрзердип», «Лонер-Дип», «Тарлосе-Дип», «Аудемоленсе-Дип», «Схипборгсе-Дип», «Вестердип».

## Галерея

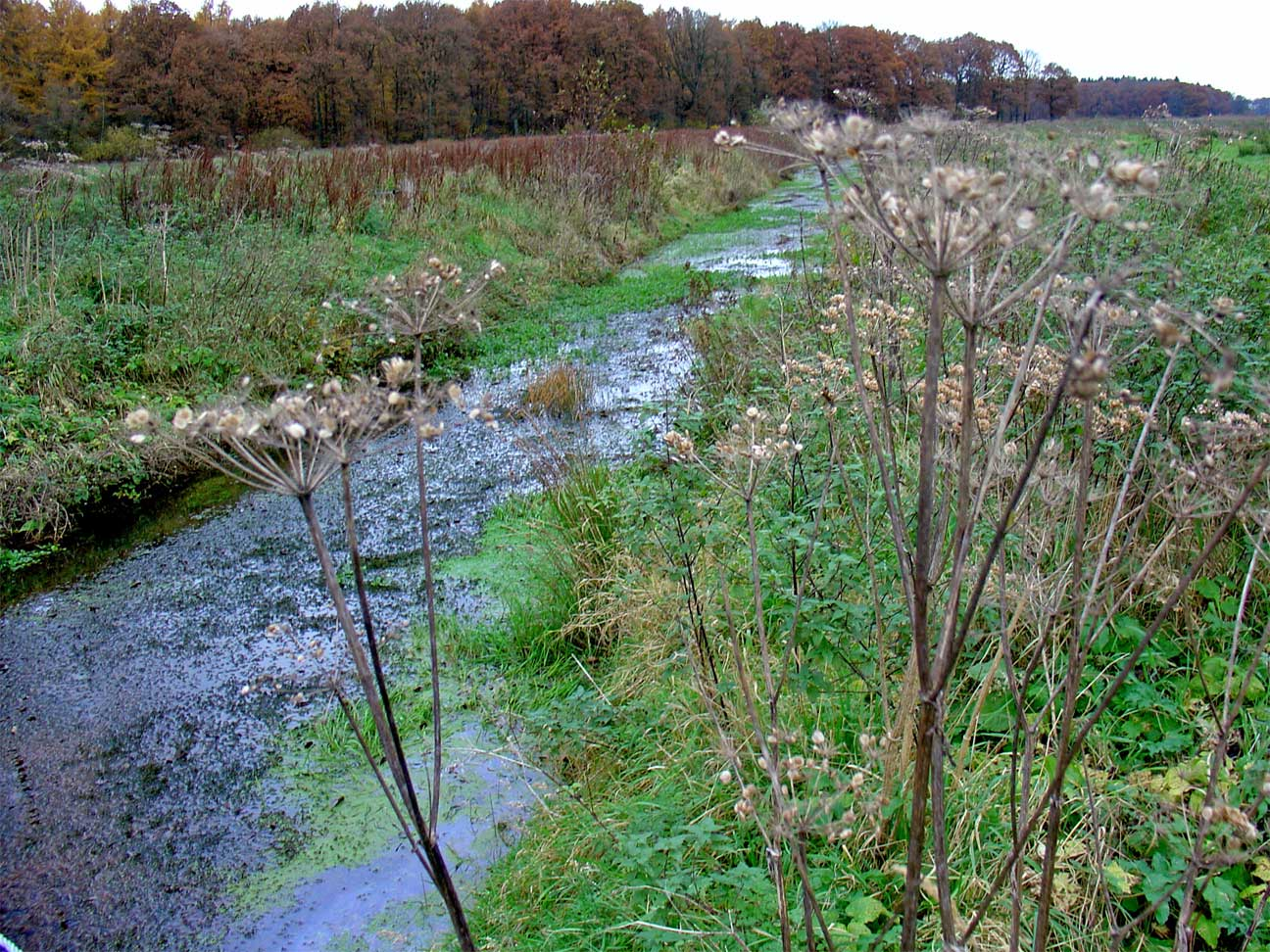
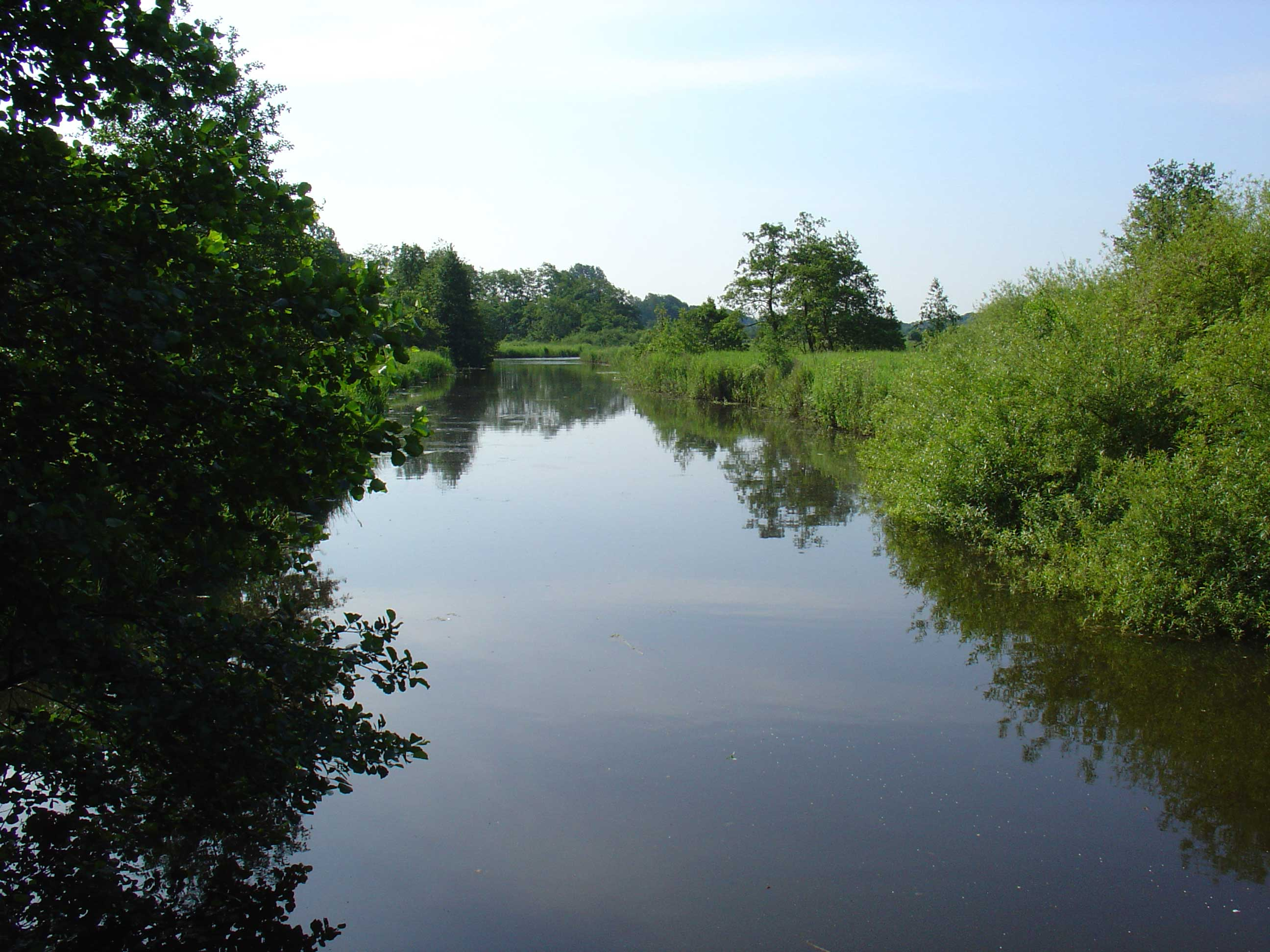
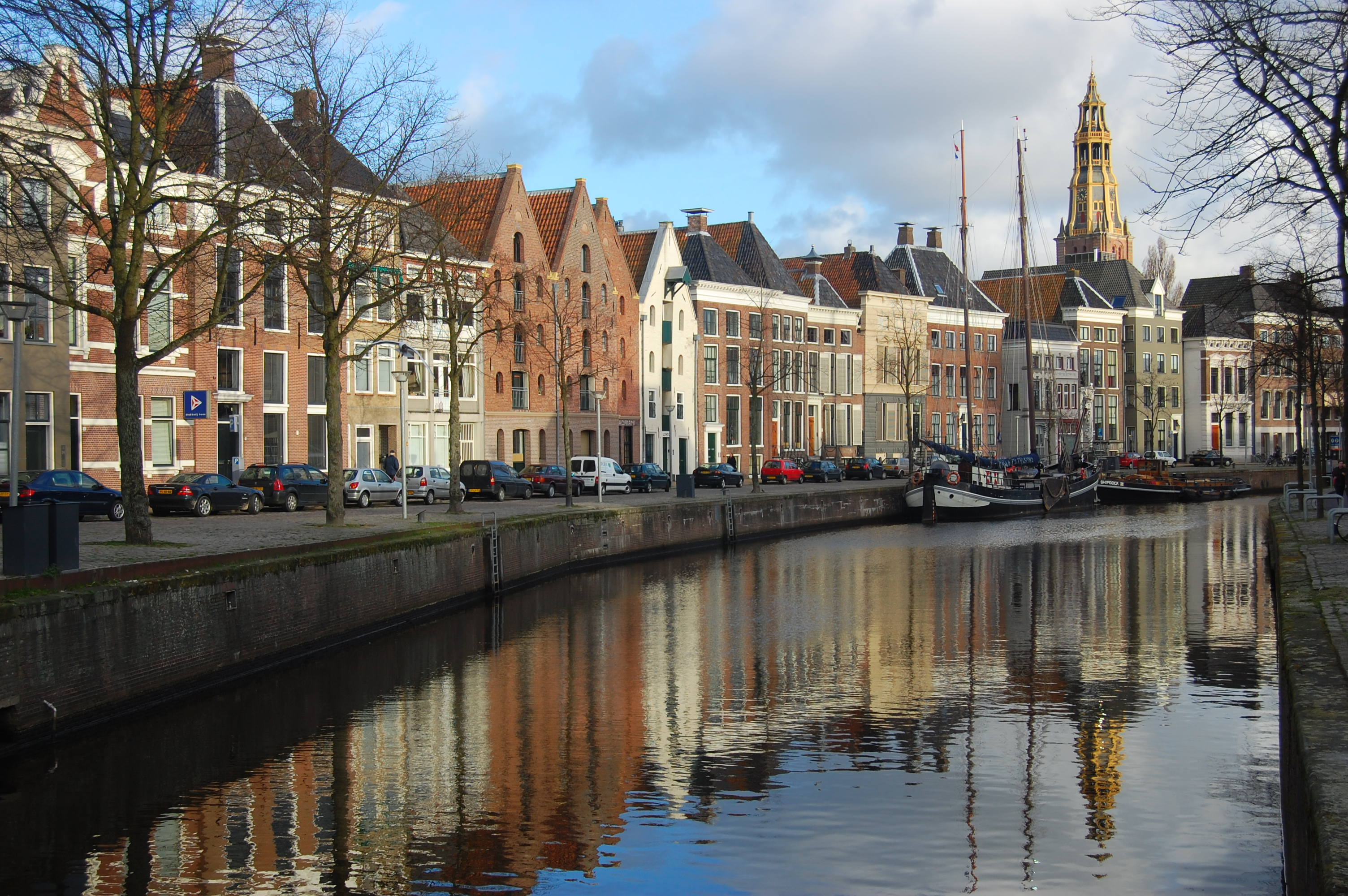
Река в Гронингене
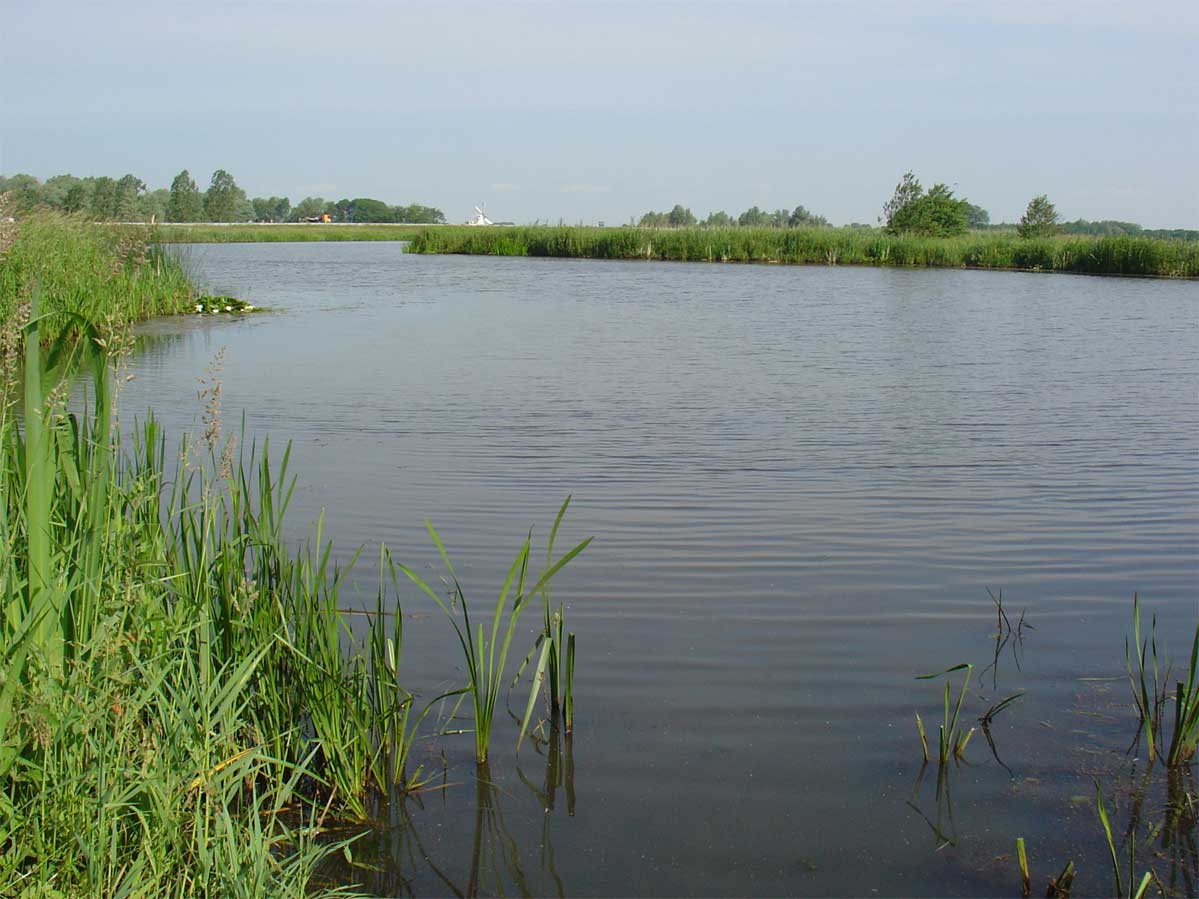